# Balastowanie

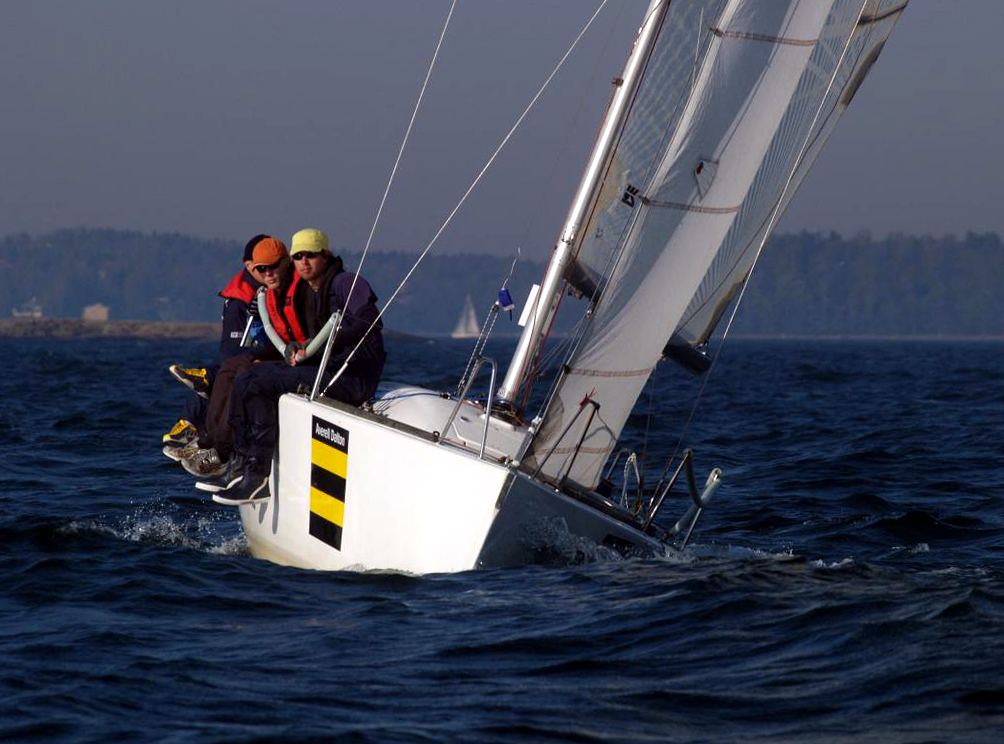
Załoga balastująca jacht

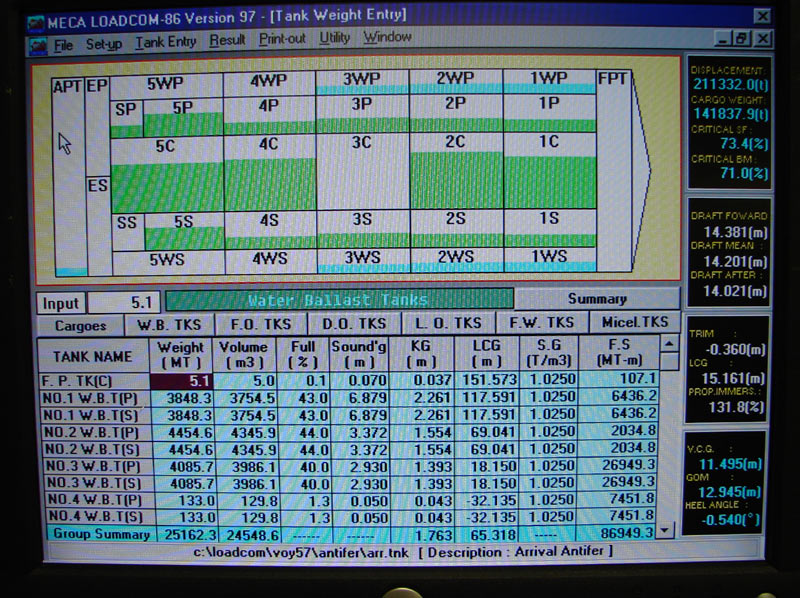
Komputerowy system sterowania balastowaniem na zbiornikowcu

Balastowanie – w terminologii żeglarskiej przeciwdziałanie momentowi przechylającemu jednostkę będącemu wynikiem oddziaływania wiatru z ożaglowaniem. Może być wykonywane przez załogę poprzez przejście na burtę nawietrzną oraz np. wykorzystanie trapezu lub zapewnione przez odpowiednio umieszczony ciężar zwany balastem.
Na statkach handlowych i okrętach terminem tym określa się czynności zmierzające do wyrównywania lub regulacji zanurzenia, przechyłu i przegłębienia statku za pomocą napełniania lub opróżniania zbiorników balastowych.